# Yvonne D. Cagle
Yvonne Darlene Cagle, född 24 april 1959 i West Point, New York, är en amerikansk astronaut uttagen i astronautgrupp 16 den 5 december 1996.